# Lendvajakabfa
Lendvajakabfa ist eine ungarische Gemeinde im Kreis Lenti im Komitat Zala. Der Ort zählt von der Einwohnerzahl her zu den 20 kleinsten Gemeinden Ungarns.

## Geografische Lage
Lendvajakabfa liegt ungefähr 15 Kilometer nordwestlich der Stadt Lenti, an dem Fluss Szentgyörgyvölgyi-patak, gut ein Kilometer östlich der Grenze zu Slowenien. Nachbargemeinden sind Resznek und Nemesnép. Jenseits der Grenze liegt drei Kilometer westlich der slowenische Ort Kobilje.

## Geschichte
Lendvajakabfa wurde bereits im 14. Jahrhundert unter dem Namen Jacobfia Janusfolua schriftlich erwähnt.  Im Jahr 1913 gab es in der damaligen Kleingemeinde 74 Häuser und 363 Einwohner auf einer Fläche von 1660 Katastraljochen. Sie gehörte zu dieser Zeit zum Bezirk Alsólendva im Komitat Zala. 

## Sehenswürdigkeiten
- Szent-Jakab-Statue (Szent Jakab), erschaffen von Dezső Németh
- Weltkriegsdenkmal (I-II. világháborús emlék)

## Verkehr
Durch Lendvajakabfa verläuft die Nebenstraße Nr. 74131. Der nächstgelegene Bahnhof befindet sich neun Kilometer südlich in Rédics.